# Солихалл (район)
Солихалл (англ. Solihull) — метрополитенский район со статусом боро в графстве Уэст-Мидлендс (Англия). Административный центр — город Солихалл.

## География
Район расположен в юго-восточной части графства Уэст-Мидлендс, граничит с графствами Уорикшир на севере и юге и Вустершир — на юго-западе.

## Состав
В состав района входит город Солихалл

и 15 общин (англ. Civil parish):
- Балолл
- Барстон
- Берксуэлл
- Бикенхилл
- Касл Бромвич
- Челмсли Вуд
- Чесвик Грин
- Диккенс Хит
- Фордбридж
- Хамптон ин Арден
- Хокли Хит
- Кингсхерст
- Мериден
- Смитс Вуд
- Тидбери Грин